# Mindenkivégez
A Mindenkivégez a Nils harmadik albuma, az első, mely kereskedelmi forgalomban kapható volt. 2010. március 21-én jelent meg az Alexandra kiadó kiadásában. A lemez elkészítésében közreműködött Pogány János, Jacsó Miklós, Molnár Dániel, Tóth Márton, Nicolas Constans.

## Számlista
| #  | Cím            | Hossz |
| -- | -------------- | ----- |
| 1  | Megmondó       | 3:48  |
| 2  | Mint egyszer   | 4:09  |
| 3  | Nyár volt      | 2:59  |
| 4  | Otthon vagyok  | 3:54  |
| 5  | Diszkómarci    | 3:51  |
| 6  | Álmomban       | 3:52  |
| 7  | Ott a pont     | 5:31  |
| 8  | Feküdni nyáron | 4:12  |
| 9  | Forog körbe    | 4:40  |
| 10 | Valahogy       | 3:43  |
| 11 | Utazom         | 4:43  |

Teljes játékidő: 45:22

## Külső hivatkozások
- zene.hu lemezkritika
- Est.hu lemezkritika